# Muhondo (Sektor)
Muhondo ist einer von 19 Sektoren des Distrikts Gakenke in der Nordprovinz von Ruanda.

## Geographie
Der Sektor hat eine Fläche von 54,6 km² und liegt auf einer Höhe von etwa 1680 m. Er unterteilt sich in die neun Zellen Busake, Bwenda, Gihinga, Gisiza, Huro, Musagara, Musenyi, Ruganda und Rwinkuba. Die Südgrenze des Sektors bildet der Fluss Nyabarongo. Zuflüsse in diesen von Norden aus bilden jeweils die Ost- und Westgrenze. Ein weiterer Zufluss ist der Cyacika, der mittig durch den Sektor verläuft. Nachbarsektoren von Muhondo sind im Norden Muyongwe, im Nordosten bis Osten Rusiga, im Südosten Shyorongi, im Süden Ngamba, im Westen Ruli und im Nordwesten Rushashi.

## Bevölkerung
Nach Stand der Volkszählung von 2022 liegt die Einwohnerzahl bei 21.334. Zehn Jahre zuvor waren es 20.125, was einem jährlichen Bevölkerungszuwachs von 0,6 Prozent zwischen 2012 und 2022 entspricht.

## Gesundheitswesen
Im Sektor befindet sich an der nördlichen District Road das Muhondo Health Center.

## Verkehr
Durch den Norden und entlang der Südgrenze des Sektors verläuft jeweils eine District Road. Beide sind jedoch Stand 2022 nicht asphaltiert.